# Zurdok
Zurdok es una banda mexicana del género de rock originaria de la ciudad de Monterrey, Nuevo León, México. Fue formada en el año 1993 bajo el nombre de  Zurdok Movimento (a menudo siendo erróneamente escrito como Movimiento), cambiando este varios años después a simplemente Zurdok. Fue parte de la escena mexicana del rock a finales de la década de  los años 1990 y a principios de la década de los años 2000, y pionera de la Avanzada Regia.

## Historia

### Primeros años
Jorge "Fletch" Sáenz y David Izquierdo eran amigos desde la primaria y en 1993 decidieron formar una banda. Maurizio Terracina se les unió como bajista, y además les presentó a Gerardo Garza (alias Chetes). El 15 de julio de 1993 se reunieron por primera vez para tocar con la simple inquietud de hacer música, canciones para ellos mismos y sin pretender nada más.
Después de unos meses de estar componiendo y experimentando deciden reclutar a un vocalista, que tuviera una voz potente capaz de gritar debido al sonido pesado que tenían las canciones en ese momento. Fue por recomendación de Alejandro Rosso (actualmente integrante de Plastilina Mosh) que llegó Fernando Martz a las filas de Zurdok. Más tarde se integró también Gustavo "Cátsup" Hernández como teclista y fue así como se formalizó el grupo llamado en ese entonces Zurdok Movimento. 
El grupo completo siguió componiendo y ensayando dando su primer concierto el 13 de mayo de 1994, consiguiendo seguidores en su ciudad natal Monterrey. Poco tiempo después se empezó a volver más común el escuchar el nombre "Zurdok Movimento" por la ciudad. Fue hasta el año de 1995 cuando su nombre hizo eco más allá de Monterrey. La agrupación regiomontana ganó lo que era en ese entonces el concurso de rock en México: "La Batalla de las Bandas"; compitiendo contra más de 400 grupos de toda la República y convirtiéndose así en el primer grupo no-capitalino en ganar este prestigiado galardón. 
Finalmente el nombre de Zurdok Movimento comenzó a rondar y a hacer ruido en las diferentes disqueras transnacionales ayudando a que los ejecutivos de las compañías voltearan a esa ciudad industrial del norte de México en busca de talentos y firmando a Zurdok Movimento con Discos Manicomio, en ese entonces subdivisión de Polygram.

### Antena: El inicio de laAvanzada regia
En enero de 1997 Zurdok Movimento fue a Los Ángeles a grabar su primer álbum bajo la batuta de Jason Roberts (el cual ya había trabajado con Cypress Hill, y con el también conocido grupo regiomontano Control Machete). En agosto de 1997 sale a la venta el disco Antena, dando a conocer a la agrupación en varias partes del país y con la novedad para muchos de que Chetes ahora se unía a Fernando en la voz principal convirtiéndose Zurdok en un grupo con dos cantantes. "Tropecé" fue el nombre del primer sencillo desprendido de este álbum, al cual le siguieron canciones como: "Si me hablas al revés", "Gallito Inglés" y "No importa". 

### Hombre Sintetizadory salida de Martz
Llenos de experiencias aprendidas durante la grabación y promoción de Antena, y con un cambio en el nombre de la agrupación (ahora simplemente llamados "Zurdok"), el grupo se siente listo para grabar su segundo álbum. En noviembre de 1998 empieza la grabación de Hombre Sintetizador, trabajando en casi todos los tracks con el productor Peter Reardon. La mayor parte de la grabación de este álbum fue hecha en una casa abandonada a las afueras de Monterrey, misma que Zurdok acondicionó como estudio de grabación. El grupo optó ahora por un sonido más influenciado por el sonido britpop de bandas como Oasis y Radiohead.
De este disco se desprendió como primer sencillo "Abre los ojos" y un vídeo dirigido por el igualmente regiomontano David "Letxe" Ruiz.
Después de terminar la promoción del primer sencillo, Zurdok perdió un integrante al salirse Fernando Martz, quedando ahora como quinteto y con Chetes como única voz principal. Un par de años después se anunció que decidió iniciar un proyecto solista en Los Ángeles, conocido como Envértigo. 
Después de la salida de Fernando, Zurdok siguió adelante sacando sencillos como el éxito radial "Si me advertí", la melódica tonada "¿Cuántos pasos?", y "Luna". Con esta canción Zurdok cierra el ciclo del Hombre Sintetizador. Este álbum consolidó a la banda. Zurdok fue escuchado a lo largo de todo el continente, incluyendo Estados Unidos como parte de una gira que duró todo el año de 1999 y parte del 2000.

### Maquillaje: reemplazo de Fletch y salida de Cátsup
El 16 de junio de 2000 se estrenó la película Amores Perros dónde la banda contribuyó con la canción "Una vez más", la cual fue incluida en la banda sonora de la misma y fue lanzada el 21 de noviembre de ese mismo año.
Después del éxito de Hombre Sintetizador, la banda voló a Los Ángeles en agosto de 2000 para reunirse por segunda ocasión con el productor Peter Reardon y grabar su tercer álbum Maquillaje. Este fue grabado en los estudios Capitol Records y en el estudio de grabación de Reardon.
Durante las sesiones de grabación el baterista Jorge "Fletch" Sáenz fue remplazado por Scott Devours (el cual participaría en el año 2009 como baterista en vivo para la banda The Who) debido a que tuvo dificultades para aprenderse las canciones, ya que a diferencia de los dos álbumes anteriores este no contó con una preproducción por lo que la banda tuvo que trabajar a un ritmo apresurado. 
Después de la grabación del álbum, Gustavo "Cátsup" Hernández deja la banda para dedicarse a sus proyectos musicales, como lo son "La Live Band", "She's a Tease", "Quiero Club", y a manejar Happy-fi records. El 10 de julio de 2001 se publica Maquillaje del cual se lanzó un pre-sencillo que estuvo disponible solo en internet: "Así es". Tiempo después se lanzaron otros 2 sencillos de manera formal para la radio, los cuales fueron "Estático" y "Para siempre", además de que se editó un vídeo para ambas canciones.

### Separación, Reunión y "Gran Salto"
Después de ser telonero de la banda británica Placebo, el grupo decidió darse un descanso en el 2002, ya que su contrato con Universal había terminado. Sin embargo, en el 2003 se anunció que el descanso sería una ruptura definitiva debido a "diferencias artísticas" entre los integrantes del grupo, terminando así la primera etapa del grupo.
En el 2005, Chetes y Mauricio Terracina regresaron a los escenarios con el nuevo grupo Vaquero. En 2006 Chetes emprendería su carrera solista con el lanzamiento de su primer álbum "Blanco Fácil", que sería puntapié de varios discos en solitario.
Fernando Martz, David Izquierdo y Jorge "Fletch" Sáenz decidieron revivir las viejas glorias de la agrupación en el 2005, por lo que ese mismo año empezaron a realizar ensayos y buscar nuevos miembros para completar la nueva encarnación de la banda, reclutando así a Charly Castro (Jumbo) en el bajo y Roi Zerda como segundo guitarrista. Luego de un par de ensayos Sáenz se muda de Monterrey, por lo que es remplazado por Daniel Plascencia en la batería. Ya con esta alineación, la banda realizó un par de presentaciones donde solo se interpretaron canciones de los primeros dos discos de Zurdok. Se presentaron en el festival Vive Latino 2006 y el 21 de abril de 2006, regresaron al Café Iguana de Monterrey. A raíz de lo anterior, Chetes y Vaquero empezaron a interpretar temas de Zurdok en sus presentaciones. Meses después, David Izquierdo publicó que el seguimiento de la banda no puede continuar, ya que Fernando Martz decidió emigrar del país.
En diciembre del 2013 se anuncia la reunión de Zurdok con 4 de los 6 integrantes originales, estos serían Chetes, Mauricio Terracina, David Izquierdo, y Gustavo Hernández "Catsup" junto a David "Rojo" García en la batería. Junto a esto anunciarían que estaban en la producción en un cuarto álbum de estudio junto a Universal Music. El 7 de Marzo del 2014 la banda lanzaría su primer sencillo en más de 10 años titulado "Azul Oscuro", esta canción sería parte de su esperado cuarto álbum. El 25 de marzo de 2014 se lanzaría "Gran Salto", un boxset que contenía los 3 albumes de la banda más un disco extra con demos, versiones acústicas y en vivo de varias canciones del grupo, así como el single "Azul Oscuro" y un nuevo single inédito titulado "Amanecer".
Su regreso a los escenarios se daría el 27 de marzo del 2014 en el Vive Latino donde se presentaron en el escenario principal como acto principal junto a Nine Inch Nails, el show fue un repaso a todo su catálogo y tuvieron de invitado especiales a Jay de la Cueva y a Pato Machete. A partir de ahí estuvieron de gira por todo el 2014 como parte del Corona Music Fest, donde visitaron gran parte del país. Se destaca su participación en el Festival Pal Norte, el Festival "Ceremonia" y un show en el Teatro Metropólitan que muchos consideran el mejor de la carrera de la banda.

A pesar de firmar con Universal Music y empezar la grabación de un nuevo disco, en 2015 la banda decide acabar la reunión del grupo, esto debido a diferencias creativas, y cada uno de los miembros decide regresar a su proyectos solistas.

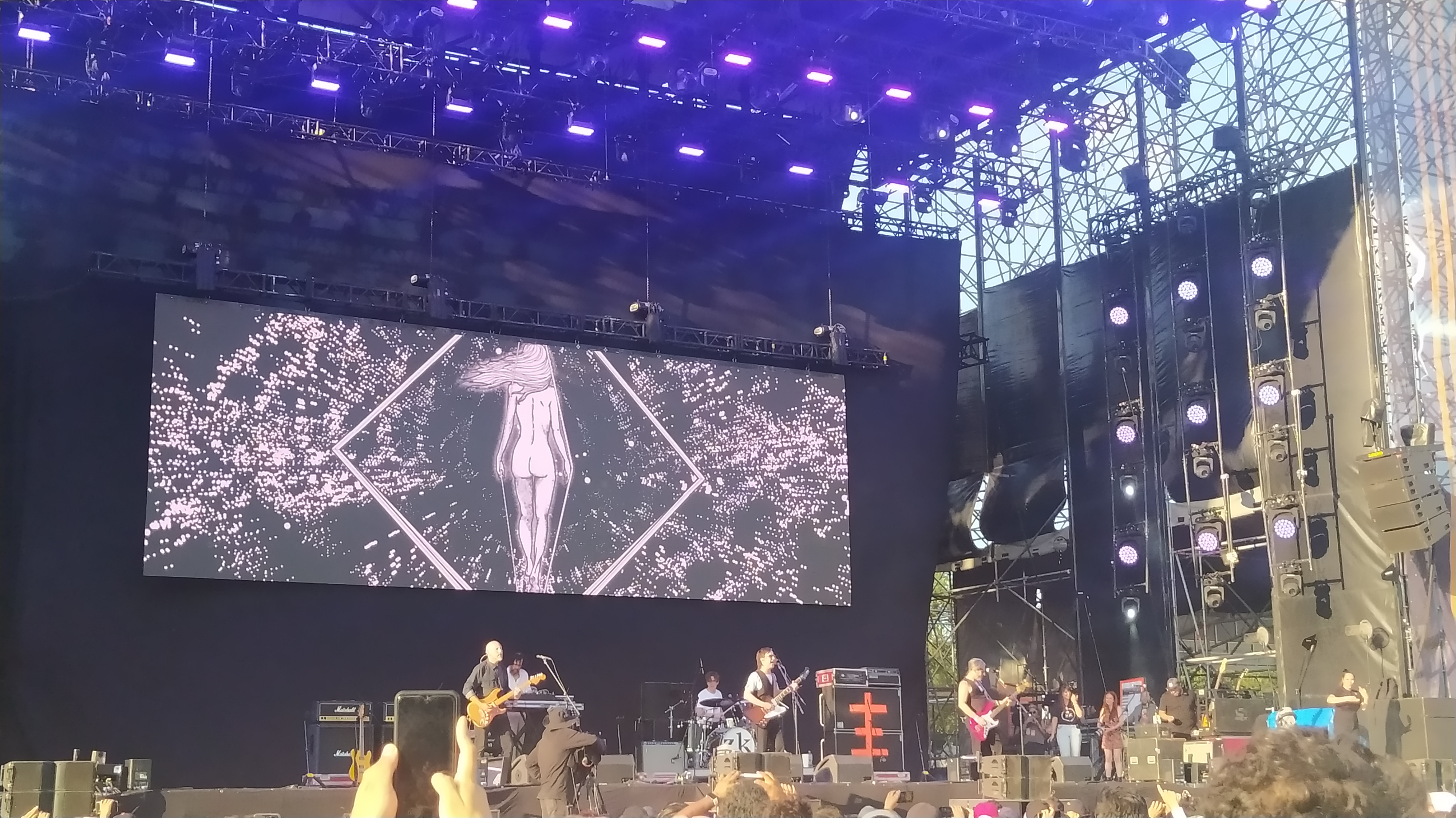
Zurdok en el Machaca Fest 2022

### Segunda reunión 2022
En Abril del 2022 se anuncia que Zurdok dará un concierto único en el Machaca Fest en Monterrey, este concierto sería un show especial en conmemoración del disco "Hombre Sintetizador" y participarían los 4 miembros que se habían reunido en el año 2014. Este show se realizó el 25 de junio de 2022 con una duración de casi 1 hora con un setlist de casi en su totalidad canciones del "Hombre Sintetizador", compartiendo escenario con Panteón Rococó y Slipknot. 
Se especula que la banda pueda volver a dar algunos conciertos esporádicos, sin embargo se desconoce si hay planes de una nueva gira para 2023 o años siguientes.

## Integrantes

### Última formación
- Chetes - Voz, Guitarra, Teclados, Sintetizador
- David Izquierdo - Guitarra
- Maurizio Terracina - Bajo, Coros,  Voz
- Gustavo "Cátsup" Hernández - Teclados, Sintetizador Guitarra

### Exmiembros
- Fernando Martz - Voz
- Jorge "Fletch" Sáenz - Batería, Percusiones, Wah Wah

### Miembros de Gira
- David "Rojo" García -  Batería, Percusiones

## Discografía

### Álbumes de estudio
- 1997: "Antena"
- 1999: "Hombre Sintetizador"
- 2001: "Maquillaje"

### Recopilaciones
- 2001: "Crazy Pack"
- 2007: "Lo Mejor de Zurdok"
- 2012: "16 Éxitos de Oro"
- 2014. "Gran Salto"

- Datos: Q230396
- Multimedia: Zurdok / Q230396